# LATAM Airlines Argentina
LATAM Airlines Argentina era una compagnia aerea argentina con sede a Buenos Aires. Era l'affiliata argentina del gruppo cileno LATAM Airlines Group.
L'hub intercontinentale era l'Aeroporto di Buenos Aires-Ezeiza da dove effettuava collegamenti pluri-settimanali verso Miami, Punta Cana e San Paolo. L'hub domestico era invece l'Aeroparque Jorge Newbery. Da qui operava collegamenti verso molte città argentine come San Carlos de Bariloche, Ushuaia, Córdoba, Comodoro Rivadavia, El Calafate, San Miguel de Tucumán, Río Gallegos, Salta, Puerto Iguazú, Mendoza, San Juan, Neuquén e verso città internazionali, come Santiago del Cile.

## Storia
Prima della sua acquisizione da parte della LAN Airlines, la compagnia aerea era conosciuta con nome di Aero 2000. LAN Argentina divenne un membro affiliato della alleanza di compagnie aeree Oneworld il 1º aprile 2007. La compagnia aerea era di proprietà di LAN Airlines (49%) e di investitori argentini (51%).
Il 17 giugno 2020 la compagnia ha annunciato la fine delle operazioni di volo, licenziando tutti i dipendenti.

## Flotta

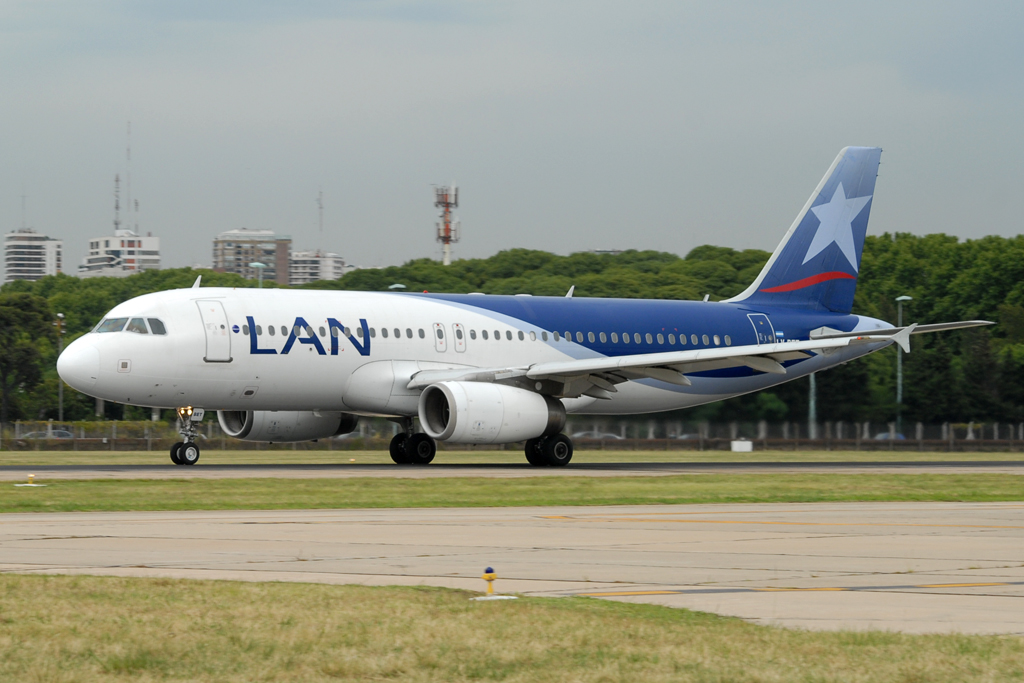
Un Airbus A320-200 di LATAM Argentina.

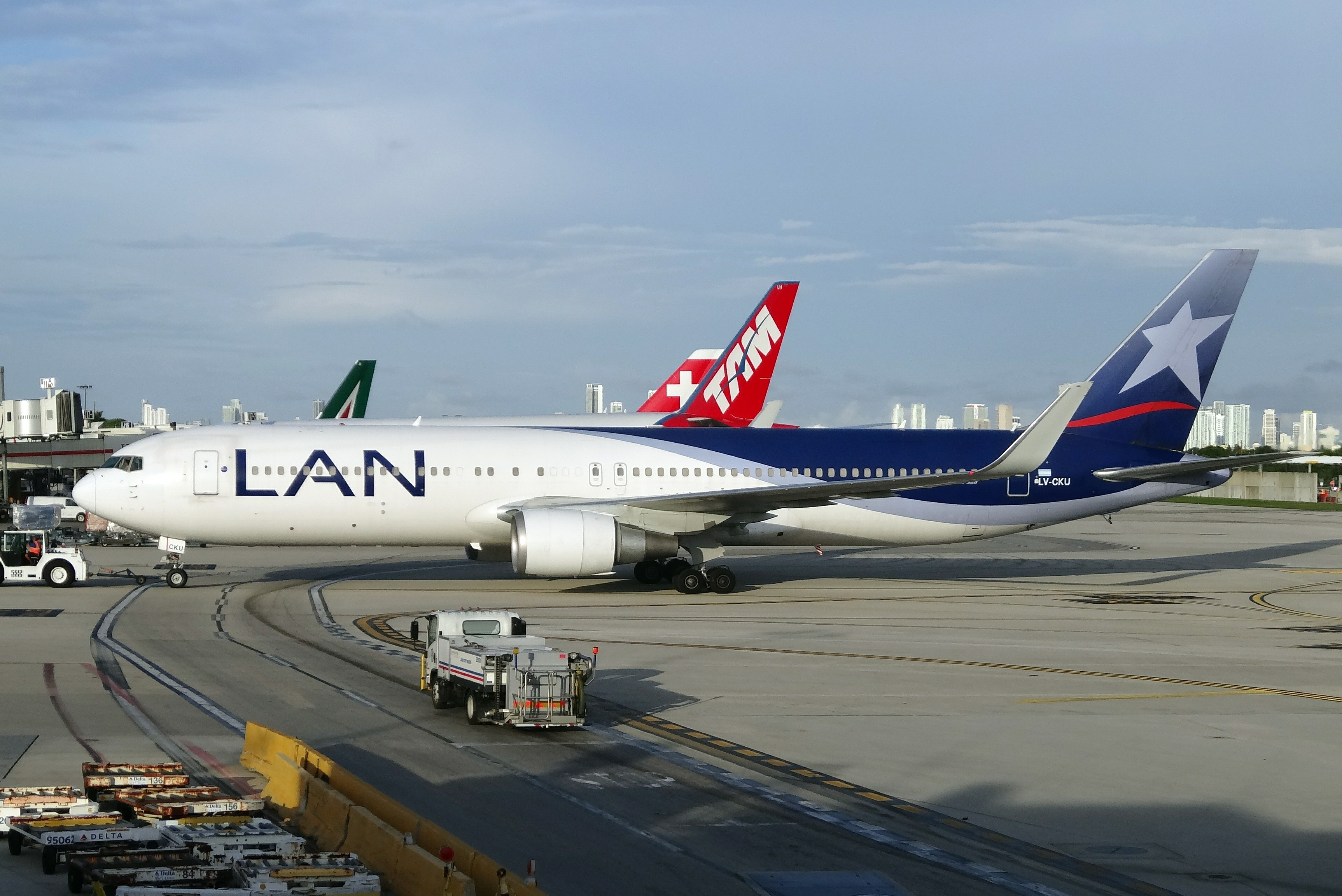
Un Boeing 767-300ER di LATAM Argentina.

A luglio 2020 la flotta LATAM Argentina risultava composta dai seguenti aerei:

## Flotta storica

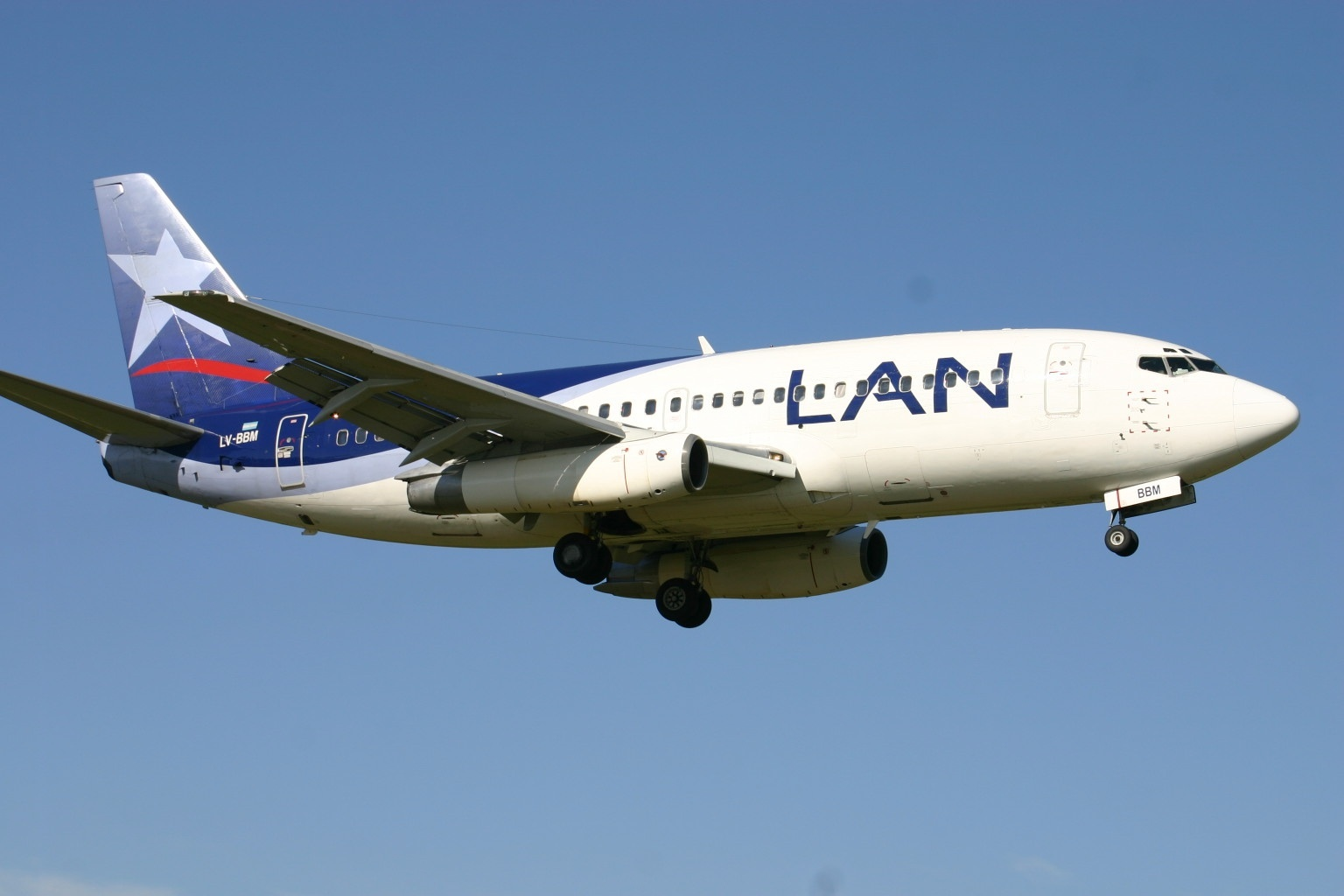
Un Boeing 737-200 di LAN Argentina.

Nel corso degli anni LATAM Argentina ha operato con i seguenti modelli di aeromobili: